# سرخیو دیاز (بازیکن فوتبال، زاده ۱۹۸۵)
سرخیو دیاز (انگلیسی: Sergio Díaz؛ زادهٔ ۹ فوریهٔ ۱۹۸۵) بازیکن فوتبال اهل اسپانیا است.
از باشگاه‌هایی که در آن بازی کرده‌است می‌توان به باشگاه فوتبال هرکولس، باشگاه فوتبال رئال مادرید، باشگاه فوتبال رئال اویدو، باشگاه فوتبال رئال مادرید کاستیا، و باشگاه خیمناستیک تاراگونا اشاره کرد.
وی همچنین در تیم‌های ملی فوتبال زیر ۱۷ سال اسپانیا، زیر ۱۹ سال اسپانیا، و زیر ۲۰ سال اسپانیا بازی کرده‌است.